# Pontecorvo
Pontecorvo è un comune italiano di 12 071 abitanti della provincia di Frosinone nel Lazio, nella Valle del Liri (Bassa Valle Latina).

## Geografia fisica

### Territorio
Il territorio comunale è attraversato dal Liri.

### Clima
Le estati sono calde e afose, talvolta può capitare che il paese venga interessato da fenomeni temporaleschi pomeridiani provenienti dall'Appennino o dal massiccio del Monte Cairo, che si formano dall’attività termoconvettiva che solitamente risulta intensa in primavera inoltrata ed estate, ogni qual volta il territorio venga interessato da masse d'aria instabili provenienti dai quadranti settentrionali. In autunno il clima si presenta mite e piovoso, specialmente nei mesi di ottobre e novembre. In inverno è probabile che la temperatura scenda sotto lo zero durante le prime ore del mattino e che il paese venga interessato dalla nebbia che tende però in genere a dissolversi entro la tarda mattinata.
Le nevicate sono poco frequenti, ma non impossibili. Quando capitano, sono solitamente meno abbondanti rispetto alla gran parte del territorio della provincia di Frosinone. Ciò è dovuto all'influenza dei richiami caldi meridionali che interessano la vicina area del cassinate a causa della scarsa protezione che offrono le basse propaggini meridionali dei Monti Aurunci dai miti venti Mediterranei. Pontecorvo è comunque più nevosa della vicina Cassino. Da menzionare la nevicata del 3 febbraio 2012 con più di 20 cm di neve caduti, laddove Cassino registrò solamente 3 cm di accumulo, ma già sensibilmente meno della confinante Roccasecca con circa 40 cm accumulati. Casi simili in tempi recenti sono accaduti nel febbraio 2010 e nel febbraio 2013.
- Classificazione climatica: zona C, 1200 GR/G

## Origini del nome
Il toponimo Pontecorvo sarebbe legato al Pons curvus che si trova sul fiume Liri al centro della città.  Per un'altra interpretazione,  con corvus ci si riferisce ad un simbolo dei Benedettini, ovvero l'abbazia di Montecassino che controllava il territorio.

## Storia

### Preistoria
I primi insediamenti umani risalgono al Neolitico: in località Vetrine sono state trovate amigdale e strumenti in osso. Probabilmente le grotte sulle colline furono il rifugio per queste prime popolazioni. Sono stati trovati reperti anche dell'età del bronzo e del ferro.

### Pontecorvo eFregellae
Nonostante le opinioni contrarie di alcuni storici moderni, Pontecorvo è considerata l'antica e potente colonia romana di Fregellae definitivamente rasa al suolo dagli stessi romani nel 125 a.C..
Non è certamente un caso che la città di Pontecorvo rechi sui vessilli e sugli stemmi cittadini l'acronimo S.P.Q.F., ossia Senatus Popolusque Fregellanus.
La contesa con Ceprano ed Arce sull'ubicazione di Fregellae nasce da alcuni ritrovamenti archeologici, che, in realtà, costituiscono le rovine di un pagus edificato, nei pressi del lago di San Giovanni Incarico, da una parte dei fuggitivi fregellani che si spinsero verso nord dopo la distruzione punitiva della città per mano di Roma, mentre la maggior parte della popolazione fregellana trovò rifugio più a sud, spostandosi dalla riva destra a quella sinistra del fiume, su uno sperone roccioso in posizione dominante rispetto al Liri. Da tale nuovo insediamento avrebbe preso vita la futura città di Pons Curvus, il cui nucleo si originò proprio attorno all'altura rocciosa sulla quale furono eretti prima un tempio dedicato a divinità pagane, in particolare Cerere e, successivamente, con Rodoaldo, una torre di guardia, oggi ancora esistente in funzione di torre campanaria della cattedrale.
A generare ulteriore confusione sulla corrispondenza tra Pontecorvo e Fregellae ha contribuito il fatto che questa, al suo tempo, dominava un territorio molto più vasto rispetto a quello identificabile con gli attuali confini amministrativi di Pontecorvo, fino a comprendere il territorio al confine tra Ceprano, Isoletta d'Arce e San Giovanni Incarico in cui sono stati rinvenuti i suddetti reperti, area, peraltro, distante appena quattro chilometri dall'area pontecorvese storicamente tramandata come luogo in cui sorgeva Fregellae.
Basti pensare che fino al 1053 Pontecorvo comprendeva anche il comune di San Giovanni Incarico con il suo intero territorio "... dopo il 1053 ... il paese venne scisso da Pontecorvo, che precedentemente lo comprendeva come risulta da una scrittura antica conservata presso il Monastero di Montecassino" "Castri S. Joannis territoris Pontis Curvi" (dal sito istituzionale del comune di San Giovanni Incarico).
Pertanto, anche a voler ammettere che il sito degli scavi sopra citati sia quello di Fregellae emerge con chiarezza il motivo per il quale Pontecorvo, in ogni caso, debba considerarsi e sia sempre stata considerata (ed essa stessa giustamente si considera) come città legittimata a raccogliere l'eredità storica e culturale della celebre colonia romana.
L'opinione degli storici più antichi (Volterrano e Sigonio) era unanime nell'indicare Pontecorvo quale città nata dalle rovine dell'antica Fregellae, opinione a sua volta basata sugli scritti degli storici coevi Livio e Strabone.
L'erudito e storico spagnolo Antonio de Nebrija (Antonius Lebrisensis), nel suo Dictionarium quadruplex del 1512, definisce "Fregellae vetus Italiae urbs olim florentissima. Vulgo Ponte Corvo".
Pietro Nores, il famoso storico che nel 1590 riportò in forma epistolare i fatti bellici avvenuti tra lo stato pontificio di papa Paolo IV e la Spagna di Filippo II, riferendosi all'avanzata degli spagnoli nel Lazio meridionale condotti da Fernando Álvarez de Toledo, III duca d'Alba, scrisse:"Con questo esercito spingendosi il Duca avanti, prese Ponte Corvo, or picciol luogo sul Garigliano, anticamente detto Fregellae, celebre per aver ritardato il corso del campo d'Annibale, rompendo i ponti circonvicini".
Così ancora nell’Introduzione alla geografia antica e moderna delle provincie delle Due Sicilie di Vito Buonsanto (1819) "Volsci - Fregellae; Piuttosto Pontecorvo che Ceprano".
Biagio Soria in Cosmografia istorica, astronomica e fisica pubblicato nel 1827, scrive:"Pontecorvo (Fregellae, Pons Curvus) ebbe origine nell'anno 870 o 872, vale a dire dopo la distruzione dell'antica Aquino".
Dal Costume antico e moderno di tutti i popoli antichi del 1832 dello storico Giulio Ferrari "Più vasto [rispetto a quello degli Ernici] era il paese de' Volsci, i quali furono un tempo terribili a Roma istessa; essi possedevano (...) Fregellae, oggi Pontecorvo..."
Nel Dizionario Corografico Dell'Italia del 1869 dell'Amati si legge:"Pontecorvo (Fregellae)... Quasi unanime è l'opinione degli storici nell'additare i dintorni di Pontecorvo quale domicilio della celebre colonia romana di Fregellae; a sostegno di tale opinione si invocano i libri di Strabone commentati dal Volterrano e dal Sigonio; è indarno quindi che Ceprano tenta di disputare il medesimo vanto. Infatti, sulla sponda sinistra del Garigliano, poco lungo dal descritto 'ponte curvo' nella località chiamata presentemente 'Murecene', appariscono le rovine di questa città vetusta, le quali si prolungano fino alla contrada urbana di Santa Lucia, e quantunque sieno interrate e vi abbia passato sopra l'opera consuntrice di ventidue secoli, accennano ad una vasta città, quale è registrata nella storia, e capace di oltre ottantamila abitanti."
Nei documenti ufficiali dello Stato pontificio, di cui Pontecorvo era una exclave all'interno del Regno delle Due Sicilie, la città è indicata costantemente come l'antica Fregellae o quale città sorta dalle rovine di essa. Nel 1725 la bolla papale di Benedetto XIII, che eresse Pontecorvo a diocesi, dice:"quippe quod ex ruinis veterum Fregellarum, clarae olim in Latio Urbis, fuisse conditum".
Secondo la storiografia antica, la parte urbana dell'antica città si estendeva lungo il fiume Liri in prossimità della attuale contrada Santa Lucia, mentre la vicina fortezza, denominata Arx Tutica Fregellana, sorgeva sul Monte Leucio, quale avamposto militare in posizione particolarmente privilegiata perché centrale rispetto alla pianura circostante e quindi in grado di garantire una difesa ed un controllo a vista di tutto l’ager fregellanus. 
Come si è detto, solo in tempi recenti, si è ritenuto di spostare l'ubicazione di Fregellae rispetto a quanto tramandato dalla storiografia antica per via degli scavi archeologici che hanno portato alla luce alcuni reperti di epoca romana nel territorio al confine tra Arce e Ceprano, a poche centinaia di metri dall'altro confine di San Giovanni Incarico a ridosso dell'omonimo lago. Tuttavia, l'irrisoria estensione dell'area urbana riportata alla luce non riesce obiettivamente a dare ragione di una città imponente come Fregellae, che si tramanda essere stata estesa per circa 90 ettari.
Deve ribadirsi che i reperti portati alla luce ed aventi un legame con Fregellae, sono con ogni probabilità quelli del cosiddetto Diversorium Fregellanum descritto dal Cluverio, un tempo esistente proprio nei pressi Ceprano, quale vico di modeste dimensioni costituito da una più piccola parte dei fregellani scampati alla definitiva distruzione di Fregellae, mentre altro ulteriore nucleo si rifugiò a Fabrateria Nova (San Giovanni Incarico e Falvaterra). A riprova di ciò, si segnala che di tale Diversorio resta ancora traccia in tempi relativamente moderni, quale luogo di sosta e scalo sulla via Latina, da cui, presumibilmente, andò prendendo vita l'attività di dogana e di pedaggio esercitata per diversi secoli in quegli stessi luoghi, i quali, però, non rappresentano il sito dell'antica Fregellae, ma solo lo sviluppo di un pagus successivo.
Le fonti storiche che si pretendono dare conferma della ubicazione di Fregellae in corrispondenza degli scavi non appaiono affatto decisive e ciò deve dirsi, invero, anche per quanto concerne la ritenuta fondazione sul lato sinistro del fiume Liri. Infatti, il lato sinistro del Liri viene individuato solo in via deduttiva, soltanto, cioè, argomentando dal fatto che il Liri doveva segnare il confine tra il territorio dei Sanniti, a sud e quello dei Romani, a nord e che, per tale ragione, tutto ciò che i Romani avessero edificato sulla sponda sinistra di esso, sul territorio dei Sanniti, sarebbe stata considerata da questi ultimi come una provocazione, che avrebbe giustificato la reazione che poi si sarebbe avverata.
Ma tale ragionamento non appare convincente e, anzi, risulta in contrasto con dati storici.
In particolare, lo storico romano Tito Livio, spesso citato al riguardo, non dice (Ab urbe condita VIII, 22) che Fregellae sorgeva sulla riva sinistra del Liri (lato in cui si sono rinvenuti i reperti in questione), ma semplicemente che "... nulla re belli domive insignis P. Plautio Proculo P. Cornelio Scapula consulibus, praeterquam quod Fregellas ... colonia deducta", ossia (letteralmente):"Nessun evento di guerra o di patria importante, Plauzio Proculo e Cornelio Scapula consoli, oltre il fatto che Fregellae fu dedotta colonia".
Non esistono dati testuali in ordine all'ubicazione di Fregellae sulla sinistra del Liri e, d'altra parte, la provocazione verso i Sanniti (o l'insofferenza di questi ultimi) per la presenza di una colonia romana si sarebbe avuta in ogni caso ponendo la colonia al confine del loro territorio, indipendentemente se fosse stata posta a destra o a sinistra del Liri.
Come si è detto, non solo non esistono fonti storiche che confermino il lato sinistro del Liri quale sponda di Fregellae ma, anzi, a giudicare dalle fonti e dalla tradizione tramandata, tutto lascia presumere che essa si trovasse sulla sponda destra, non sinistra. Ciò si argomenta dalla narrazione dello stesso Livio, che descrive il passaggio di Annibale nell'agro fregellano e la nota distruzione dei ponti sul Liri da parte fregellani, i quali tentarono in tal modo di impedire l'ingresso delle truppe puniche nella città e la successiva marcia verso Roma. Da Livio si apprende che Annibale si diresse verso Fregellae proveniente da Interamna Lirenas e Aquinum, le quali erano, come ancora sono, sulla sinistra del Liri.
Appare perciò evidente che, se i fregellani distrussero i propri ponti per impedire l'ingresso di truppe che muovevano da meridione (ossia dal lato sinistro del Liri), la città doveva trovarsi sul lato opposto e quindi sul lato destro del fiume.
La predetta circostanza resta confermata da testimonianze dirette, che, ancora alla fine del 1800, attestavano la frattura del primo arco dal lato sinistro del ponte. Ricorda Tommaso Sdoja, riprendendo Pietro Coccarelli che "Sino al 1860, epoca in cui il detto ponte fu di nuovo rotto, si vedeva un'altra rottura esistente da quella parte di strada per cui Annibale veniva. Infatti, quell'arco già rotto e poi rifatto, aveva un'architettura diversa da quella degli altri dieci..." (La medioevale Pontecorvo).
Un'ulteriore conferma si rinviene nella cronaca conservata nell'archivio di Castel Sant'Angelo per ordine del Pontefice Paolo V Borghese, dalla quale si apprende che i superstiti fregellani si rifugiarano più a meridione, sulla riva sinistra oltrepassando il ponte e quindi, come si è già ribadito, spostandosi, dopo la distruzione della città, dalla riva destra a quella sinistra, cosicché è ragionevole affermare che, anche per tale motivo, i reperti rinvenuti al confine tra Arce e Ceprano, a sinistra del fiume, non possono essere quelli dell'antica colonia romana, ma solo il Diversorium Fregellanum, fondato da quella minor parte dei fregellani che si rifugiarono verso settentrione.
Il nome di Pons Curvus, legato alla forma curva del ponte, sebbene già registrato da qualche documento intorno all'anno 870, sopravvenne in maniera definitiva a quello di Fregellae con la giurisdizione abbaziale di Montecassino intorno all'anno 1100, quando l'abate Oderisio II fece scolpire sulle porte bronzee della basilica di Montecassino Civitas Pontis Curvi cum pertinentiis suis nell'elenco dei possedimenti dell'abazia.
In concomitanza della nuova denominazione di Pons Curvus, successivamente corrotta dall'idioma popolare in Pontecorvo, iniziò a comparire la menzionata espressione Senatus Popolunque Fregellanus, proprio a memoria dell'antica origine della città e dei cittadini.

### Il dominio papale
Nel 1105 il principe di Capua Riccardo II conferma all'abbazia di Montecassino il possesso del castello di Ponte Corvo, concesso in precedenza dai suoi avi allo stesso monastero, presumibilmente nel corso della seconda metà dell'XI secolo; i monaci cassinensi lo mantennero, ma non stabilmente, per circa quattrocento anni: in questo periodo infatti fu conquistata e retta per alcuni anni da Ruggero II, divenne feudo papale, fu saccheggiata e distrutta da Carlo I d'Angiò; durante lo Scisma d'Occidente Pontecorvo si schierò con l'antipapa Clemente VII in opposizione al potere di Montecassino.
Nel 1190 fu tra le prime comunità ad ottenere uno statuto, segno di un nuovo corso storico nei rapporti tra il signore ed i cittadini.
Tra il 1422 ed il 1463, fece parte dei domini papali, poi angioini, poi aragonesi.
Pontecorvo dal 1463 al 1860 fu un'enclave nel Regno di Napoli dello Stato Pontificio, a parte la parentesi che nei primi dell'Ottocento la vide come un principato napoleonico. Tale principato fu creato inizialmente per il generale Jean-Baptiste Jules Bernadotte, che lo governò dal 1806 al 1810; come conseguenza di quest'ultimo fatto l'emblema della Casata di Bernadotte, l'attuale stemma della Svezia, include lo stemma di principi di Pontecorvo. Il principato fu retto dal 1812 al 1815 da Luciano Murat, figlio di Gioacchino Murat, per tornare allo Stato della Chiesa.
Nel 1725 il Papa decise di elevare il centro a città con la erezione di una sede vescovile unita alla diocesi di Aquino di cui Pontecorvo  precedentemente faceva parte.

### L'annessione al Regno d'Italia
Durante la risalita dei Mille di Garibaldi, prima che arrivassero a Napoli, i pontecorvesi organizzarono una rivolta contro il potere papale, proclamandosi parte del Regno di Sardegna il 2 settembre 1860. Venne però occupata dalle truppe borboniche poche settimane dopo, ma conquistata poi dai soldati di Vittorio Emanuele II di Savoia il 7 dicembre. Il 12 dicembre vennero fucilati tre filo-borbonici protagonisti di un tentativo di restaurazione.

### La seconda guerra mondiale

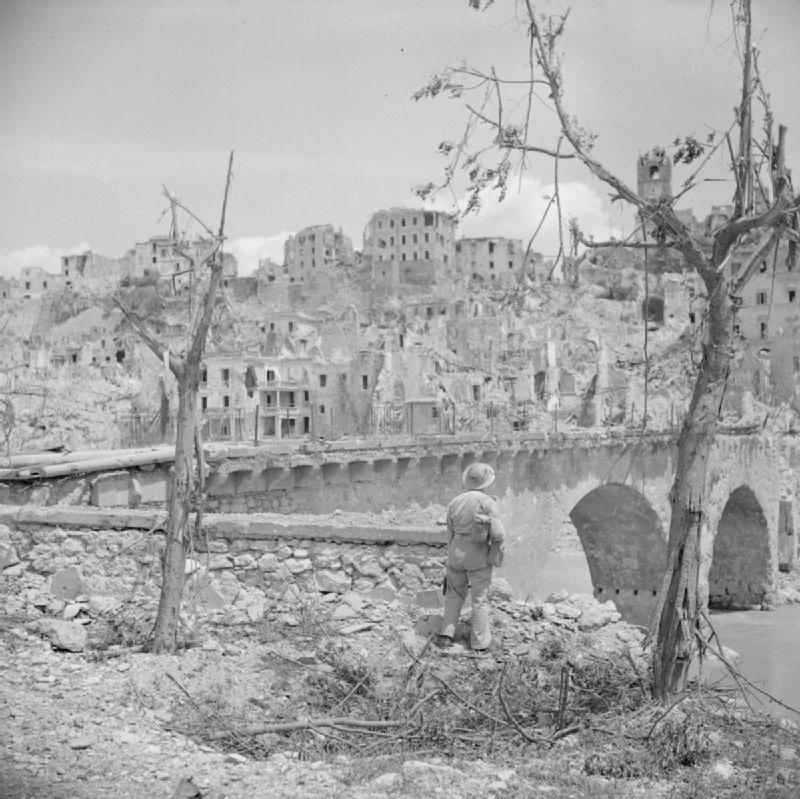
Maggio 1944

La seconda guerra mondiale portò morte e distruzione: il primo novembre del 1943 Pontecorvo fu bombardata, morirono molti cittadini e la città fu rasa al suolo. Il ponte fu l'obiettivo di vari raid, ma non subì alla fine gravi danni. Quando gli alleati passarono la linea Gustav, i tedeschi fortificarono un nuovo fronte, la linea Hitler, che passava per Pontecorvo. Nelle campagne si trovano ancora i resti dei bunker tedeschi.
Nel 1944 la popolazione subì diversi episodi di violenza sessuale e violenza fisica di massa, le cosidette marocchinate, perpetrate ai danni di migliaia di individui di tutte le età, ma soprattutto di donne, dai goumier marocchini inquadrati nel Corpo di spedizione francese in Italia (Corps expéditionnaire français en Italie - CEF) durante la campagna d'Italia, che interessarono molti paesi del basso Lazio.

### Simboli
Lo stemma della Città di Pontecorvo è stato concesso con decreto del presidente della Repubblica del 30 marzo 2004.
Il gonfalone è un drappo partito di bianco e di rosso.
Lo stemma si rifà ad un antico sigillo della città che raffigurava un ponte, munito alle estremità di torri merlate, con al centro un corvo e con l'iscrizione Pontis curvi candida signa. Il nome di Pontecorvo è legato al celebre Pons curvus (ponte ad arco) che si trova al centro della città sul fiume Liri.

### Onorificenze
Pontecorvo è tra le città decorate al valor militare per la guerra di liberazione, insignito della medaglia di bronzo al valor militare per i sacrifici delle sue popolazioni e per l'attività nella lotta partigiana durante la seconda guerra mondiale:

## Monumenti e luoghi d'interesse

### Architetture religiose
- Concattedrale di San Bartolomeo

### Aree naturali
- Parco naturale dei Monti Aurunci

Musei
Museo della Basilica Cattedrale
Museo delle battaglie
Museo della Cultura Agricola e Popolare del Tabacco

## Società

### Evoluzione demografica
Abitanti censiti

### Religione
La popolazione professa per la maggior parte la religione cattolica nell'ambito della diocesi di Sora-Cassino-Aquino-Pontecorvo.

### Tradizioni e folclore
Pontecorvo è l'unico luogo in cui si celebra un'apparizione di San Giovanni Battista, precisamente la seconda domenica di maggio, in ricordo del miracoloso intervento di san Giovanni Battista in favore di un giovane contadino. Secondo la tradizione, il 14 aprile del 1137 Giovanni Mele, intento a lavorare il suo fondo sulla sponda sinistra del fiume Liri, fu tentato dal demonio. Seduto sulla sponda opposta, il diavolo, nelle sembianze di un nobile signore vestito elegantemente, offrì all'ingenuo villico una borsa (o, secondo altra versione, una coppa d'argento) piena di monete d'oro, invitandolo ad attraversare il fiume perché potesse prenderla. Il contadino, vinto dal desiderio di tanta ricchezza, che lo avrebbe affrancato per sempre dal duro lavoro dei campi, tentò di attraversare il fiume. Giunto però nel mezzo, dove l'acqua era più profonda, iniziò ad annegare. Sul punto di soccombere, si rivolse allora a san Giovanni Battista per essere salvato. Il santo ascoltò la supplica ed apparve al giovane, che fu preso per una mano e tratto in salvo dalle acque del Liri. Nella tradizione popolare pontecorvese, Giovanni Mele è diventato per contrazione Camele ed ancora oggi "camele" è epiteto vernacolare per indicare persona ingenua e credula.
- Apparizione di san Giovanni Battista al contadino Giovanni Mele, seconda domenica di maggio (unica apparizione del Santo al mondo).
- A Pasqua si tiene la Passione vivente e si celebrano i canti della palma.
- Presso la chiesa collegiata di San Nicola in Porta nei primi tredici giorni di giugno ci si reca presso la stessa per onorare con canti e preghiere sant'Antonio di Padova.
- Il carnevale è molto sentito dalla cittadinanza; Pontecorvo viene chiamata la "Capitale del Carnevale Ciociaro"[13] grazie alla scuola di carristi che si tramanda negli anni; questa manifestazione, tra le più importanti di tutto il Basso Lazio, si svolge per tutte le vie della città e nei movimenti dei pupazzi dei carri allegorici vengono rappresentate scene di attualità. La sfilata è simile a quella del celebre carnevale di Viareggio.
- La prima domenica di maggio, in contrada Tordoni, ai piedi del Monte Leuci, si fa una processione con destinazione la cima del monte, che ospita una chiesa, per onorare la Madonna di Monte Leuci, patrona della frazione. Essa (la processione) è seguita poi dalla messa all'aperto e dalla festa con cibo e fuochi d'artificio.
- A fine giugno si celebra la Madonna delle Grazie portando la sua statua in tutte le chiese di Pontecorvo e per poi, il 2 luglio, celebrare la vera e propria festa.

## Geografia antropica

### Frazione e contrade
A Pontecorvo vi è un'unica frazione vera e propria, ovvero Sant'Oliva, e altri agglomerati urbani, detti contrade. Questi sono: San Cosma, Tordoni, Vetrine, Vallario, Santa Lucia, Le Cese, Sant'Antonio Pietralate, Via Maggio, Fabbricata, Campo Vincenzo, Querce Santa Maria, Traversa, Farnete, Fontana Merola, Ponte Teano, Ravano di Sopra, Ravano di Sotto, Melfi di Sopra, Melfi di Sotto, Sant'Esdra, Corneto e Noci Giunte.
Sant'Oliva
La frazione di Sant'Oliva è una area di grande interesse naturalistico: vi è un ampio bosco chiamato sin dal Medioevo "La foresta"; vi sono poi profonde grotte carsiche ancora non esplorate, alcune sorgenti e piccoli corsi d'acqua come il Quesa. La zona fu luogo di ville in epoca romana e di monasteri nel Medioevo, di cui s'incontrano i resti attraversando i boschi. Si succedettero nell'area diversi casali e chiese rurali (si trovano ancora alcune pareti affrescate), ma solo Santa Oliva ha attraversato i secoli fino a oggi.
San Cosma
Molto importante anche la contrada San Cosma con il suo omonimo Santuario Santi Cosma e Damiano. Nel 1971 a pochi chilometri da questa frazione vennero fatte alcune riprese del film Per Grazia Ricevuta di Nino Manfredi.
Tordoni
Tordoni è attraversata dalla strada provinciale 628 "Leuciana" che collega Pico a Castrocielo. In questa contrada si trova il Monte Leuci, volgarmente detto "Monte Leucio" in cui vi è un museo dedicato alle battaglie combattute su di esso nella Seconda Guerra mondiale.
Strade
Sono molte le vie di collegamento da Pontecorvo al mediterraneo, al nord e al sud, con strade statali e autostrade presenti nella zona. Le strade più vicine ed importanti a Pontecorvo sono:
L'autostrada del sole A1 con i suoi 760 km, che collegano Milano e Napoli, passando anche per Pontecorvo
La strada statale SS630 Ausonia che collega Cassino e Formia sino alla SS7 Variante Formia-Garigliano e a nord Sora (con la Strada regionale Forca d'acero SR 509) e Avezzano, fino all'autostrada dei Parchi A25. Passa anche per Pontecorvo.
E infine la strada provinciale SP628 Leuciana, che collega Pico e Castrocielo, diramandosi in due sensi unici nel centro di Pontecorvo.

## Economia
Di seguito la tabella storica elaborata dall'Istat a tema Unità locali, intesa come numero di imprese attive ed addetti, intesi come numero di addetti delle imprese locali attive (valori medi annui).
|            | 2015                  |                              |                            |                |                       |                     | 2014                  |                | 2013                  |                |
| ---------- | --------------------- | ---------------------------- | -------------------------- | -------------- | --------------------- | ------------------- | --------------------- | -------------- | --------------------- | -------------- |
|            | Numero imprese attive | % Provinciale Imprese attive | % Regionale Imprese attive | Numero addetti | % Provinciale Addetti | % Regionale Addetti | Numero imprese attive | Numero addetti | Numero imprese attive | Numero addetti |
| Pontecorvo | 702                   | 2,09%                        | 0,15%                      | 1.650          | 1,55%                 | 0,11%               | 710                   | 1.638          | 739                   | 1.695          |
| Frosinone  | 33.605                |                              | 7,38%                      | 106.578        |                       | 6,92%               | 34.015                | 107.546        | 35.081                | 111.529        |
| Lazio      | 455.591               |                              |                            | 1.539.359      |                       |                     | 457.686               | 1.510.459      | 464.094               | 1.525.471      |

Nel 2015 le 702 imprese operanti nel territorio comunale, che rappresentavano il 2,09% del totale provinciale (33.605 imprese attive), hanno occupato 1.650 addetti, l'1,55% del dato provinciale; in media, ogni impresa nel 2015 ha occupato due addetti (2,35).

### Artigianato
Per secoli la produzione caratteristica di Pontecorvo è stata la realizzazione di stoviglie e recipienti di terracotta; particolarmente caratteristica è la realizzazione di anfore di varie dimensioni dette nel Basso Lazio cannate, largamente utilizzate per conservare e trasportare liquidi; erano di forma panciuta con ampi manici, ornate da semplici figure realizzate a freddo con terra rossa. Gli artigiani realizzavano anche: funi, articoli in cuoio, tessuti, recipienti e borse in fibre vegetali e arnesi in ferro. Famosa di Pontecorvo è anche La Cannata, vaso di terracotta o di argilla.

### Agricoltura

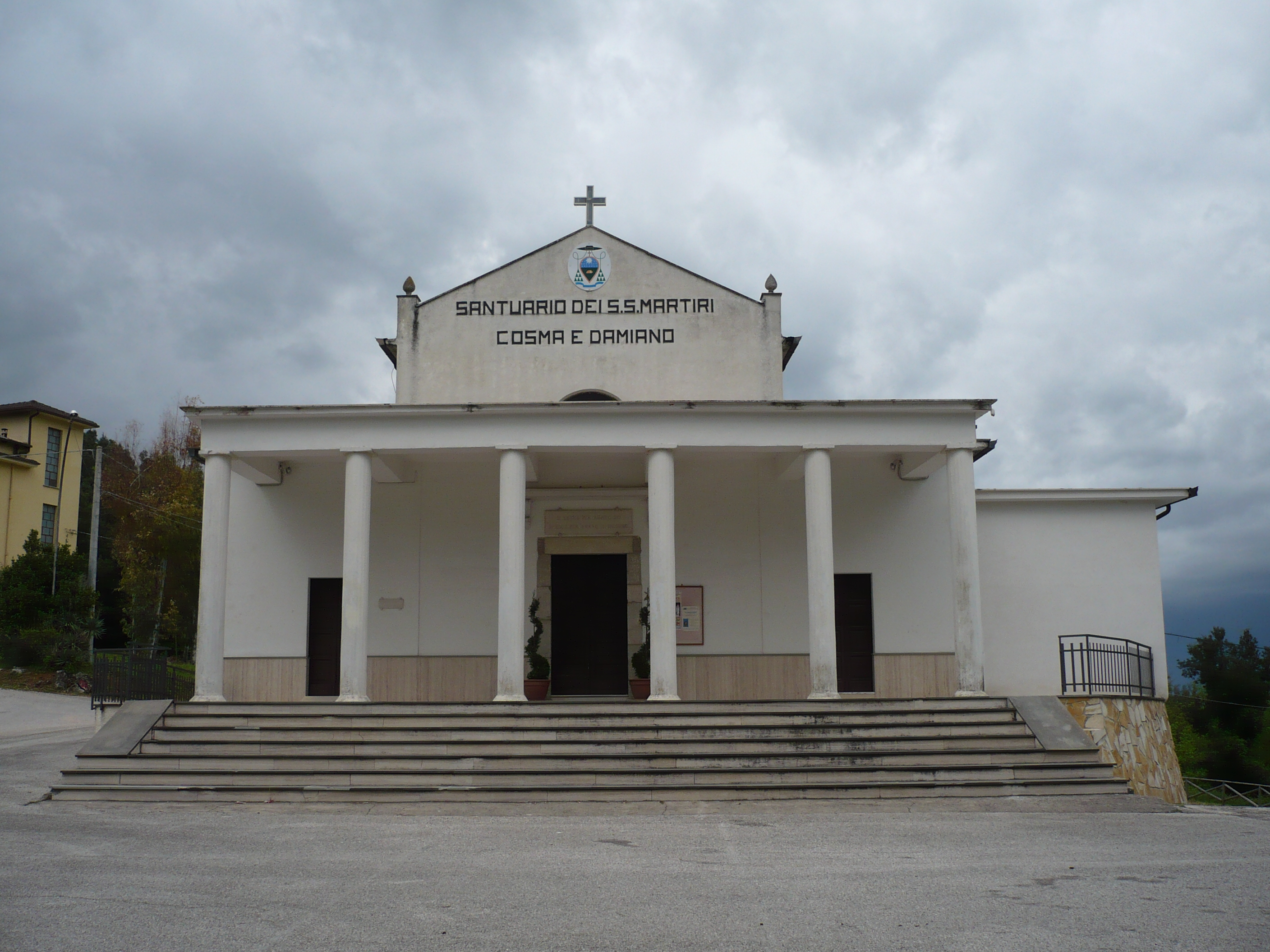
Santuario Santi Cosma e Damiano

Il Peperone di Pontecorvo DOP è il protagonista della produzioni di ortaggi nella città. La varietà di peperone tipica di questo territorio. Si presenta rosso e con una forma a "cornetto" e si contraddistingue dalle altre varietà di peperone per l'elevata digeribilità. Si consuma da fresco o sott'olio e negli ultimi anni alcune aziende hanno iniziato creare prodotti trasformati a base di Peperone di Pontecorvo DOP creando prodotti artigianali di elevata qualità. Tra le iniziative più particolari anche il liquore a base di Peperone di Pontecorvo DOP.

## Amministrazione
| Periodo           | Periodo           | Primo cittadino         | Partito      | Carica  | Note |
| ----------------- | ----------------- | ----------------------- | ------------ | ------- | ---- |
| 12 giugno 1994    | 24 maggio 1998    | Manfredo Coccarelli     | Lista civica | Sindaco |      |
| 24 maggio 1998    | 29 novembre 1998  | Manfredo Coccarelli     | Lista civica | Sindaco |      |
| 29 novembre 1998  | 13 maggio 2001    | Riccardo Roscia         | Lista civica | Sindaco |      |
| 13 maggio 2001    | 28 maggio 2006    | Riccardo Roscia         | Lista civica | Sindaco |      |
| 28 maggio 2006    | 28 marzo 2010     | Riccardo Roscia         | Lista civica | Sindaco |      |
| 28 marzo 2010     | 31 maggio 2015    | Michele Notaro Sirianni | Lista civica | Sindaco |      |
| 31 maggio 2015    | 22 settembre 2020 | Anselmo Rotondo         | Lista civica | Sindaco |      |
| 22 settembre 2020 | in carica         | Anselmo Rotondo         | Lista civica | Sindaco |      |

Nel 1927, a seguito del riordino delle circoscrizioni provinciali stabilito dal regio decreto n. 1 del 2 gennaio 1927, per volontà del governo fascista, la Provincia di Terra di Lavoro venne soppressa e Pontecorvo passò alla Provincia di Frosinone.

### Gemellaggi
- Pieve d'Olmi, dal 2007.
- Orhei, dal 26 febbraio 1998.

### Altre informazioni amministrative
- Fa parte della Comunità montana XVI Monti Ausoni di Pico

## Sport

### Atletica leggera
- ASD Polisportiva Studentesca Pontecorvo.[16]

### Calcio
- FCD Sporting Pontecorvo 1926, agli inizi chiamata Pontecorvo FC, è una squadra militante nel campionato di 1ª Categoria. Ha sede presso il Giardino dello Sport (ex Giuseppe Coccarelli). È stata fondata per la prima volta nel 1926, ma nel corso della sua storia è stata sciolta e ricostruita diverse volte.
- Longobarda Pontecorvo, fondata nell'agosto del 2003, è stata una squadra che ha militato nel Campionato Amatoriale C.S.I. e il suo risultato migliore è stata la partecipazione al campionato di Terza Categoria nella stagione 2019/20, ovvero l'ultima, e raggiunse il settimo posto in classifica. La squadra è la più longeva della città, avendo avuto 17 anni di storia (2003-2020). Dichiarata fallita nel luglio del 2020, ha disputato le partite casalinghe presso il campo "Paolo Iannetti" (ex Cappuccini), situato in via Aldo Moro a Pontecorvo. La squadra ha vinto due campionati CSI nel 2013 e 2017. Inoltre è stata la vincitrice della coppa provinciale nel 2010.
- FGM Pontecorvo, squadra fondata il 27 settembre 2018, è attualmente attiva e gioca le partite casalinghe presso il campo "Paolo Iannetti" (lo stesso della Longobarda). Attualmente gioca solo a livello giovanile e gli Under-17 (la fascia d'età maggiore della squadra) giocano al Campionato Provinciale. Ha attualmente 7 anni di storia (2018-2025).
- Atletico Pontecorvo, fondato nel 2013, ha giocato nel campionato di Terza Categoria e ha in totale 12 anni di storia (2013-2025). Nel 2019 la società si è fusa con il Tordoni Calcio creando l'ASD Tordoni Pontecorvo, che andrà avanti fino al 2023, quando la società del Tordoni Pontecorvo si scioglierà. L'Atletico dunque cambia nome in Real Pontecorvo, che si iscriverà al Campionato Amatoriale C.S.I. vincendo due volte il campionato in due anni consecutivi, nel 2024 e nel 2025, e vincendo anche la Supercoppa Amatoriale nel 2025. Disputa le partite casalinghe al Giardino dello Sport.
- Tordoni Calcio, fondato nel 2009, inizialmente era nato come club di calciotto e calcio a 5 successivamente è diventata una squadra di calcio a 11. Ha giocato in Seconda Categoria e ha rappresentato la contrada Tordoni per 14 anni (2009-2023) e nel 2019 si è fuso con l'Atletico Pontecorvo creando l'ASD Tordoni Pontecorvo. La squadra continuerà a giocare fino al 2023, quando il Tordoni Pontecorvo si scioglierà. L'Atletico continuerà a giocare, ma il Tordoni Calcio, senza un presidente, fallirà.

### Tennis
È presente un circolo affiliato alla Federazione Italiana Tennis: Tennis Club Pontecorvo ASD.

### Tiro a segno
Nella frazione di Sant'Oliva è presente un circolo affiliato all'Unione Italiana Tiro a Segno: Tiro a Segno Nazionale Pontecorvo.